# 最低で最高のサリー
『最低で最高のサリー』（原題: The Art of Getting By）は、2011年のアメリカ合衆国の恋愛映画。
サンダンス映画祭出品時は、『Homework』のタイトルで上映された。日本ではビデオスルーとして、2012年6月22日にDVD・BDが発売された。

## ストーリー
自らの進むべき道が分からない学生のジョージ。「人はいつか死ぬ。だから何をやっても意味がない。」
と学校の宿題さえやらずに毎日をただ無気力無関心にすごす彼は、ある事がきっかけで同級生のサリーと親しくなる。ジョージは明るく奔放な彼女に恋をするのだが・・・

## キャスト
| 役名                       | 俳優                           | 日本語吹替 |
| -------------------------- | ------------------------------ | ---------- |
| ジョージ・ズィナヴォイ     | フレディ・ハイモア             | 内山昂輝   |
| サリー・ハウ               | エマ・ロバーツ                 | 藤村歩     |
| ダスティン・メイソン       | マイケル・アンガラノ           | 宮内敦士   |
| ハーマン先生               | アリシア・シルヴァーストーン   |            |
| ヴィヴィアン・サージェント | リタ・ウィルソン               | 古坂るみ子 |
| ビル・マーティン校長       | ブレア・アンダーウッド         | 乃村健次   |
| シャーロット・ハウ         | エリザベス・リーサー           | 水落幸子   |
| ジャック・サージェント     | サム・ロバーズ                 | 宗矢樹頼   |
| ウィル・シャープ           | マーカス・カール・フランクリン | 元村哲也   |
| ゾーイ・ルベンスティン     | サーシャ・スピルバーグ         | 大原桃子   |
| ハリス・マッケロイ         | ジャーラス・コンロイ           | 後藤哲夫   |

- その他の声の吹き替え：片貝薫／伊藤春香／江原里実／森脇由紀／三上哲／菊本平